# 哈利法国际网球和壁球中心
哈利法国际网球和壁球中心（Khalifa International Tennis and Squash Complex），是一座位於卡達杜哈的網球和壁球体育综合体。該中心的所有者與管理者為卡塔尔网球联合会。它是ATP巡回赛卡塔尔埃克森美孚公开赛和WTA巡回赛卡塔尔道达尔能源公开赛的主场。它曾在2008年至2010年間举办WTA巡迴賽總決賽。2006年亞洲運動會的網球和壁球比賽也在此中心舉行。以及2021年世界板式网球锦标赛。
该体育场的初始容量为4500个座位。它于2008年进行了翻新和扩建，将其座位容量增加到7000个。其他区域引入了公司包厢、下部、中部和上部。还设有媒体中心和赞助商展位。为了满足当地的需求，陆续新建了一个令人印象深刻的VIP帐篷以及一个带有美食广场和娱乐场所的公共区域。该综合体拥有24个球场和举办世界重要网球比赛的所有必要设施。